# Balawa
Balawa (nep. बलवा) – gaun wikas samiti w środkowej części Nepalu w strefie Dźanakpur w dystrykcie Mahottari. Według nepalskiego spisu powszechnego z 2001 roku liczył on 1351 gospodarstw domowych i 8104 mieszkańców (3796 kobiet i 4308 mężczyzn).